# Jonathan Brace
Jonathan Brace (* 12. November 1754 in Harwinton, Litchfield County, Colony of Connecticut; † 26. August 1837 in Hartford, Connecticut) war ein US-amerikanischer Politiker. Zwischen 1798 und 1800 vertrat er den Bundesstaat Connecticut im US-Repräsentantenhaus.

## Werdegang
Jonathan Brace wuchs noch während der britischen Kolonialzeit auf und besuchte die Grundschulen in seiner Heimat. Danach studierte er bis 1779 am Harvard College, der späteren Harvard University. Nach einem Jurastudium und seiner Zulassung als Rechtsanwalt begann er in Pawlet (Vermont) in seinem neuen Beruf zu arbeiten. Im Jahr 1782 verlegte er seinen Wohnsitz und seine Anwaltspraxis nach Manchester in Vermont. Dort gehörte er auch einem Gremium zur Überarbeitung der Staatsverfassung von Vermont an. Zwischen 1784 und 1785 fungierte Brace als Bezirksstaatsanwalt im Bennington County.
Im Januar 1786 zog Brace nach Glastonbury in Connecticut. In seinem neuen Heimatstaat wurde er aber erst im Jahr 1790 als Rechtsanwalt zugelassen. In der Zwischenzeit begann Brace eine politische Laufbahn. Im Jahr 1788 sowie von 1791 bis 1794 saß er als Abgeordneter im Repräsentantenhaus von Connecticut. 1794 zog er nach Hartford, wo er von 1797 bis 1798 sowie von 1800 bis 1815 als städtischer Richter tätig war. Nach dem Tod des Kongressabgeordneten Joshua Coit am 5. September 1798 wurde Jonathan Brace als Kandidat der Föderalistischen Partei in einer Nachwahl zu dessen Nachfolger im US-Repräsentantenhaus gewählt. Bei den regulären Kongresswahlen wurde er in diesem Mandat bestätigt, das er am 3. Dezember 1798 antrat. Brace blieb aber nur bis zum Jahr 1800 im Kongress. Dann trat er von seinem Mandat zurück.
Neben seiner bereits erwähnten Richtertätigkeit in Hartford war er zwischen 1802 und 1818 Mitglied des Staatsrates von Connecticut. Zwischen 1807 und 1809 war er auch als Bezirksstaatsanwalt im Hartford County tätig. Nach 1809 wurde er in diesem County auch Richter. Dieses Amt übte er bis 1821 aus. Gleichzeitig wurde er im selben Bezirk zwischen 1809 und 1824 Nachlassrichter. Zwischen 1815 und 1824 war er zusätzlich noch Bürgermeister von Hartford und in den Jahren 1819 und 1820 Mitglied des Staatssenats. Nach 1824 hat Jonathan Brace keine weiteren öffentliche Ämter mehr ausgeübt. Er starb am 26. August 1837 in Hartford.